# San Francisco 49ers 2010
La stagione 2010 dei San Francisco 49ers è stata la 61ª della franchigia nella National Football League. Tentando di migliorare il record di 8-8 dell'anno precedente, la squadra iniziò però con un pessimo record di 0–5, terminando con un bilancio di 6-10. A una gara dal termine della stagione, l'allenatore Mike Singletary fu licenziato.

## Scelte nel Draft 2010

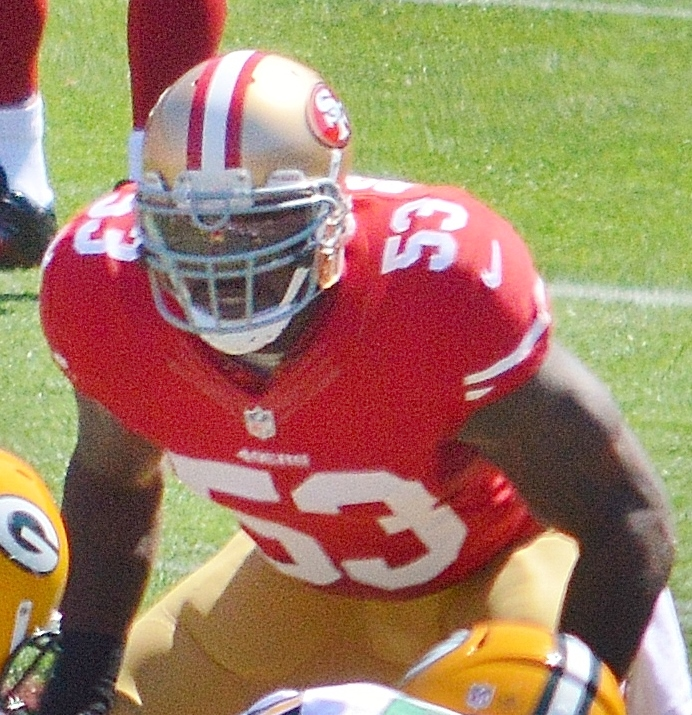
NaVorro Bowman fu la scelta del terzo giro dei 49ers nel 2010.

| Ordine | Ordine | Ordine | Giocatore                        | Ruolo                            | College                          |
| Giro   | Scelta | Totale | Giocatore                        | Ruolo                            | College                          |
| ------ | ------ | ------ | -------------------------------- | -------------------------------- | -------------------------------- |
| 1      | 11     | 11     | Anthony Davis                    | T                                | Rutgers                          |
| 1      | 13     | 13     | Scambiata coi Denver Broncos     | Scambiata coi Denver Broncos     | Scambiata coi Denver Broncos     |
| 1      | 17     | 17     | Mike Iupati                      | G                                | Idaho                            |
| 2      | 17     | 49     | Taylor Mays                      | S                                | USC                              |
| 3      | 15     | 79     | Scambiata coi San Diego Chargers | Scambiata coi San Diego Chargers | Scambiata coi San Diego Chargers |
| 3      | 27     | 91     | NaVorro Bowman                   | LB                               | Penn State                       |
| 4      | 15     | 113    | Scambiata coi Denver Broncos     | Scambiata coi Denver Broncos     | Scambiata coi Denver Broncos     |
| 5      | 14     | 145    | Scambiata coi Miami Dolphins     | Scambiata coi Miami Dolphins     | Scambiata coi Miami Dolphins     |
| 6      | 4      | 173    | Anthony Dixon                    | RB                               | Mississippi State                |
| 6      | 13     | 182    | Nate Byham                       | TE                               | Pittsburgh                       |
| 6      | 37     | 206    | Kyle Williams                    | WR                               | Arizona State                    |
| 7      | 17     | 224    | Phillip Adams                    | CB                               | South Carolina State             |

## Partite

### Stagione regolare
| Turno | Data               | Ora                | Avversario            | Risultato          | Risultato          | Stadio                                | TV                 | NFL.com recap      |
| Turno | Data               | Ora                | Avversario            | Punteggio          | Record             | Stadio                                | TV                 | NFL.com recap      |
| ----- | ------------------ | ------------------ | --------------------- | ------------------ | ------------------ | ------------------------------------- | ------------------ | ------------------ |
| 1     | 12/9               | 1:15 p.m. PDT      | at Seattle Seahawks   | S 6–31             | 0–1                | Qwest Field                           | FOX                | Recap              |
| 2     | 20/9               | 5:30 p.m. PDT      | New Orleans Saints    | S 22–25            | 0–2                | Candlestick Park                      | ESPN               | Recap              |
| 3     | 26/9               | 10:00 a.m. PDT     | at Kansas City Chiefs | S 10–31            | 0–3                | Arrowhead Stadium                     | FOX                | Recap              |
| 4     | 3/10               | 10:00 a.m. PDT     | at Atlanta Falcons    | S 14–16            | 0–4                | Georgia Dome                          | FOX                | Recap              |
| 5     | 10/10              | 5:20 p.m. PDT      | Philadelphia Eagles   | S 24–27            | 0–5                | Candlestick Park                      | NBC                | Recap              |
| 6     | 17/10              | 1:05 p.m. PDT      | Oakland Raiders       | V 17–9             | 1–5                | Candlestick Park                      | CBS                | Recap              |
| 7     | 24/10              | 10:00 a.m. PDT     | at Carolina Panthers  | S 20–23            | 1–6                | Bank of America Stadium               | FOX                | Recap              |
| 8     | October 31         | 10:00 a.m. PDT     | Denver Broncos        | V 24–16            | 2–6                | Wembley Stadium (Londra, Inghilterra) | CBS                | Recap              |
| 9     | Settimana di pausa | Settimana di pausa | Settimana di pausa    | Settimana di pausa | Settimana di pausa | Settimana di pausa                    | Settimana di pausa | Settimana di pausa |
| 10    | 14/11              | 1:15 p.m. PST      | St. Louis Rams        | V 23–20 (DTS)      | 3–6                | Candlestick Park                      | FOX                | Recap              |
| 11    | 21/11              | 1:05 p.m. PST      | Tampa Bay Buccaneers  | L 0–21             | 3–7                | Candlestick Park                      | FOX                | Recap              |
| 12    | 29/11              | 5:30 p.m. PST      | at Arizona Cardinals  | V 27–6             | 4–7                | University of Phoenix Stadium         | ESPN               | Recap              |
| 13    | 5/12               | 10:00 a.m. PST     | at Green Bay Packers  | S 16–34            | 4–8                | Lambeau Field                         | FOX                | Recap              |
| 14    | 12/12              | 1:05 p.m. PST      | Seattle Seahawks      | V 40–21            | 5–8                | Candlestick Park                      | FOX                | Recap              |
| 15    | 16/12              | 5:20 p.m. PST      | at San Diego Chargers | L 7–34             | 5–9                | Qualcomm Stadium                      | NFLN               | Recap              |
| 16    | 26/12              | 10:00 a.m. PST     | at St. Louis Rams     | S 17–25            | 5–10               | Edward Jones Dome                     | FOX                | Recap              |
| 17    | 2/1                | 1:15 p.m. PST      | Arizona Cardinals     | V 38–7             | 6–10               | Candlestick Park                      | FOX                | Recap              |

LEGENDA:
 #  Indica una gara di International Series a Londra.